# 塞尔维永
塞尔维永（法語：Servion，法語發音：[sɛʁvjɔ̃] ⓘ）是瑞士沃州的一个市镇，属于拉沃-奥龙区。塞尔维永的总面积为6.33平方公里。截至2010年底，总人口为1,770，截至2018年12月31日总人口为1,944人。

## 历史
2012年1月1日，原市镇莱屈莱并入塞尔维永。